# Janez Friderik Egger
Janez Friderik Egger, slovenski tiskar in politik, * 1735 Saška, † 1799, Ljubljana.
Rodil se je okoli leta 1735 na Saškem ali v okolici. Okoli leta 1760 je prišel v Ljubljano in se kot tiskarski pomočnik zaposlil pri J. J. Heptnerju, ki je bil edini takratni tiskar v Ljubljani. Njegovo ime se je prvič pojavilo na tiskarskih izdelkih v letu 1764, saj je v tistem času J. J. Heptner umrl. Leta 1765 se je poročil z Marijo Terezijo, rojeno de Gersoni. Njegova žena je bila vdova po tiskarju in tako je sam prevzel tiskarno, ki je bila do Kleinmayrjeve v letu 1782 edina v Ljubljani. Postal je pomemben kranjski tiskar in založnik knjig tedanjih ustvarjalcev Marka Pohlina, Valentina Vodnika, Antona Tomaža Linharta, idr. Med letoma 1782 in 1785 je bil župan Ljubljane. Umrl je leta 1799. Po njegovi smrti je tiskarno še dve leti vodila njegova žena.

## Delo
J. F. Egger je bil začetnik ljubljanske tiskarske družine, ki je to obrt opravljala v mestu Ljubljani več kot 100 let. V prevzetem podjetju je  Egger postavil na stran knjigotržko in založniško dejavnost, saj je dajal večji poudarek samemu tisku. Tiskal je za lastno založbo in za druge knjigotržce, kot so bili Lovrenc Bernbacher, Mihael Promberger, Viljam Henrik Korn idr. Leta 1777 je prevzel tiskanje šolskih knjig za Kranjsko, v naslednjih letih od 1778-1789, pa si je pridobil tudi izključne pravice za tiskanje in izdajanje šolskih knjig. Tiskal je tujejezična dela, pretežno šolske knjige. Polek tega je tiskal gimnazijska šolska poročila in nekatere druge tiske v latinščini ter v nemškem jeziku; pretežno uradne tiskovine in samostojne knjižnične izdaje, kot so Granellijevo topografsko delo o Ljubljani (1766), publikacije družbe za kmetijstvo in uporabne umetnosti, poslovno informativno glasilo Wöchentlicher Kundschaftsblatt der Herzogthums Krain (1775-1776). Posebno pomembna tiska sta bila Linhartovo zgodovinsko delo Versuch einner Geschichte von Krain, ki je izšlo leta 1788 in leta 1781 izdana pesniška zbirka Blumen aus Krain. 
Od slovenskih del je tiskal večinoma knjige, ki so značilne in pomembne za obdobje razsvetljenstva na slovenskem, nadaljeval pa je tudi serijo nabožnih in verskih knjig namenjenih ljudstvu. Med temi  je bila tretja izdaja Paglovčevega Zvestega tovariša, ki je bila izdana leta 1767. Leta 1770 je natisnil tudi Hevenesijev prevod Svetega posta, razne izdaje Branj in evangelijev, pa tudi po tiskarski strani veliko in pomebno delo in sicer natis prvih knjig Japlovega in Kumerdejevega prevoda svetega pisma (Japljeva Biblija), katerega je tiskal od leta 1791 dalje. Od razsvetljenskih avtorjev je natisnil Pohlina; njegovo Kraynsko grammatiko leta 1768 in 1783, njegov slovarček Tu malu besedišče treh jezikov leta 1781 in šolski učbenik Bukuvec za rajtengo prav tako leta 1781. Natisnil je prvo slovensko dramsko besedilo Županovo Micko (1790) Antona Tomaža Linharta in tri zvežčiče prvega slovenskega literarnega almanaha Pisanice (1779-1781). Novi kranjski pratiki je pridružil še Veliko in Malo pratiko Valentina Vodnika. Eggrova tiskarska delovnica je močno pripomogla k začetkom slovenske posvetne in umetnostne literature. Za njegovo najpomembnejše tiskarsko delo pa lahko označimo tiskanje in izdajanje prvega slovenskega časnika imenovenega Lublanske novice, ki ga je v letih 1797-1800 urejal Valentin Vodnik.
Eggrovo knjigotržko ponudbo lahko najdemo tudi v časopisnih oglasih, tako je leta 1775 ponujal knjigo o pobožnosti pri sv. Jakobu in v nemščino prevedeno knjigo francoza Bellgarda, leto kasneje pa se v oglasu pojavi še v nemščini in slovenščini objavljena knjižica, ki je izšla ob neki slovesnosti. Svojo ponudbo je prav tako oglaševal v Lublanskih novicah, kjer je leta 1797 ponujal Veliki Kalender in Malo Pratiko, leto kasneje pa besedilo turške vojne napovedi Francozom. Glede na skromno število oglasov lahko sklepamo, da je bil Egger bolj uspešen v tiskarstvu kot knjigotržtvu.

## Pomembna dela
Med njegova pomembna dela lahko štejemo naslednje tiske:
- Anton Tomaž Linhart, Versuch einer Geschich
- Anton Tomaž Linhart, Blumen aus Krain
- Anton Tomaž Linhart, Županova Micka
- Marko Pohlin, Kraynska grammatika
- Marko Pohlin, Tu malu besedišče treh jezikov
- Valentin Vodnik, Mala pratika
- Valentin Vodnik, Velika pratika
- Lublanske novice